# حواء آدم محمد
حواء آدم محمد(بالصومالية: Xaawo adam maxamed)‏: ناشطة اجتماعية صومالية. وهي المؤسسة والمديرة التنفيذية لمركز جالكعيو التعليمي للسلام والتنمية.

## الحياة الشخصية
ولدت حواء آدم محمد الملقبة بهويو حوا ("الأم حواء") في الصومال. وبعد اندلاع الحرب الأهلية الصومالية ، انتقلت إلى كندا. ثم عادت إلى وطنها الصومال عام 1995 قامت بعد ذلك بتطوير برنامج تعليمي يعمل على مساعدة النساء والفتيات اللاتي نزحن أثناء النزاع. كما دعت إلى مناهضة تشويه الأعضاء التناسلية الأنثوية